# AC Tepo Kladno
AC Tepo Kladno (Athletic Club Tepo Kladno) je atletický klub ze středočeského města Kladna, který působí na atletickém oválu v areálu městského stadionu Sletiště a vznikl roku 1908. Aktuálně nese název sponzora Tepo s.r.o., což je městská společnost, která zásobuje Kladno teplem od roku 1995. Ve Středočeském kraji je s 900 členy a více než 40 trenéry největším atletickým klubem. 

## Historie

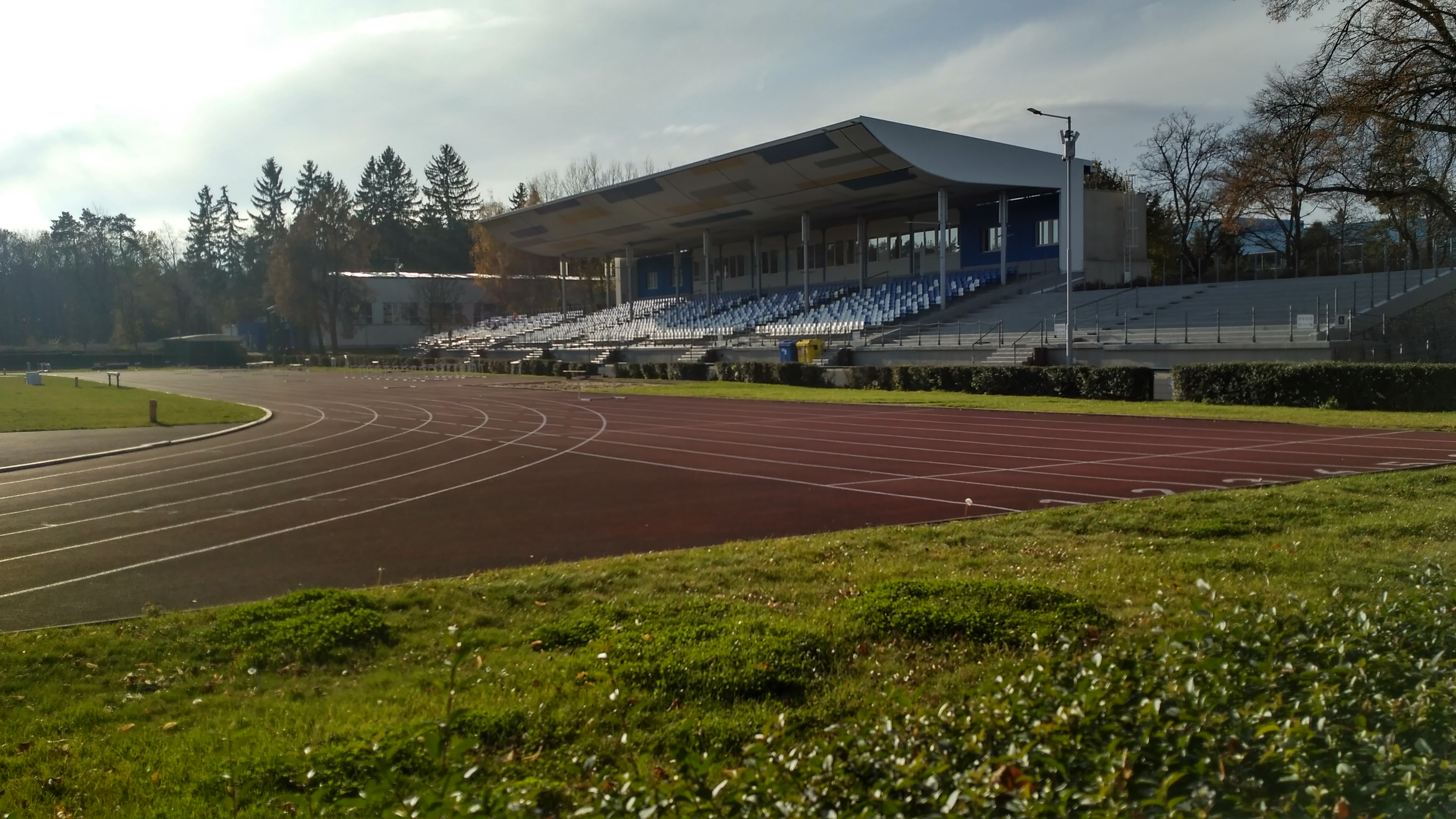
Ovál se zrekonstruovanou tribunou pro diváky (2019)

I když se oficiálně uvádí vznik klubu v roce 1908, datace vzniku není jednoznačná, protože mezi lety 1907 a 1908 začal fungovat Atletický oddíl SK Kladno, ze kterého se později vyvinul dnešní klub. Ten zorganizoval právě v roce 1908 první atletické veřejné závody v Kladně.
V té době již zde působily další sportovní útvary, které měly v náplni alespoň některé atletické disciplíny. Mezi prvními byla sokolská jednota, která funguje v Kladně od 1883. Dalšími konkurenčními kluby v době vzniku byly S. Hvězda (od 1902), Blesk (od 1905), Kladenský Team (od 1907) a Athletický klub dělnický (od 1908).
Stadion Sletiště v četně oválu byl vybudován sokoly roku 1930.

## Pořádání akcí
Klub pořádal Mistrovství České republiky v atletice 2005 a Mistrovství České republiky v atletice 2018, od roku 2007 mezinárodní atletický vícebojařský mítink TNT Express Meeting, krajské přebory v atletice a další akce.

## Významní atleti
- Eliška Klučinová, vícebojařka, v letech -
- Eliška Staňková, diskařka, v letech 2013-
- Radana Lapáčková, běžkyně na dlouhé tratě

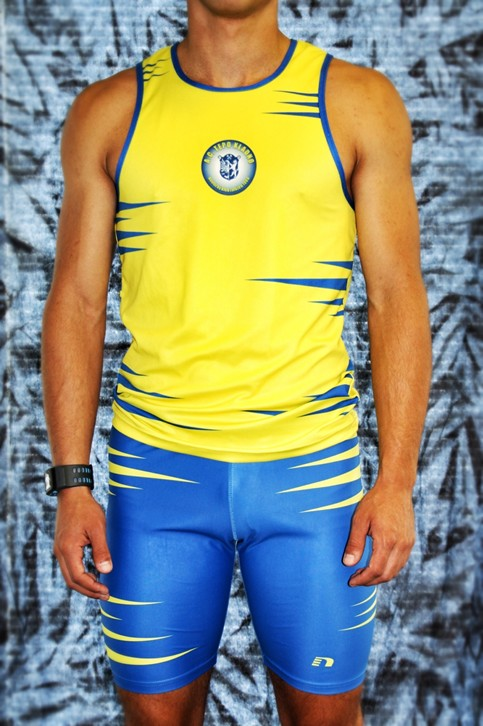
Mužský klubový dres od 2018

- a řada dalších